# فرمان صلیبی
فرمان صلیبی یا فرمان جنگ صلیبی (لاتین: bulla cruciata) فرمان و منشورهای عمومی پاپ در رابطه با جنگ‌های صلیبی است که در آن امتیازاتی به افرادی که صلیب می‌گرفتند و در جنگ صلیبی شرکت می‌جستند، از جمله بخشوده شدن گناهان اعطا می‌شد. این فرمان و منشور به‌طور رسمی از جانب پاپ صادر می‌شد و جز اسناد و فرمان‌های پاپی نیز به‌شمار می‌رود. تمامی فرمان و منشورهای صلیبی به زبان لاتین نوشته شده‌اند.
این فرمان و منشورها تنها برای سازماندهی و آغاز جنگ صلیبی نبوده‌اند. در برخی منشور و فرمان‌ها، نامه‌هایی ضمیمه شده‌است که در رابطه با آغاز، هدایت و پیش‌بردن امور مرتبط با جنبش صلیبی است. این فرمان‌ها همچنین در رابطه با بازپس‌گیری اراضی مسیحی در شبه‌جزیره ایبری نیز هستند.

## فرمان‌های صلیبی

### کوانتوم پردسسورس
این نخستین فرمان پاپ بود که با موضوع جنگ‌صلیبی انشار می‌یافت. این فرمان در پاسخ به سقوط ادسا در دسامبر ۱۱۴۴، صادر شد. زائرانی از شرق، اخبار سقوط ادسا را در میانهٔ سال ۱۱۴۵ به اروپا رساندند و پس از چندی، سفیران شاهزاده‌نشین انطاکیه، پادشاهی اورشلیم و پادشاهی ارمنستان مستقیماً این خبر را به دربار پاپ در ویتربو اعلام کردند. هیو، اسقف جبله، که یکی از اسقف‌نشین‌های اورشلیم محسوب می‌شد، شخصاً در میان کسانی قرار داشت که این خبرها را به پاپ رساندند. این فرمان همانند دیگر فرمان‌های پاپ دارای عنوانی در ابتدایش نبود و نامی که با آن شناخته می‌شود در حقیقت واژه‌های آغازکنندهٔ این فرمان به زبان اصلی لاتینش است.

### آئودیتا ترمندی
این فرمان پس از چند روز از رسیدن گریگوری به مسند پاپی پس از اوربان سوم صادر شد که در واکنش به شکست پادشاهی اورشلیم در نبرد حطین در ۴ ژوئه ۱۱۸۷ و در ادامه سقوط بخش اعظمی از اراضی مقدس به‌خصوص خود شهر اورشلیم توسط صلاح‌الدین ایوبی بود. قالب و فرم این فرمان همچون کوانتوم پردسسورس است که در سال ۱۱۴۵ برای آغاز جنگ صلیبی دوم صادر شده بود. با این حال این فرمان بر شکست در حطین از صلاح‌الدین ایوبی در ۱۱۸۷ و نتایج آن متمرکز شده‌است.